# Прионикс чёрногребенчатый
Прионикс чёрногребенчатый (лат. Prionyx nigropectinatus) — редкий пустынный вид роющих ос (Sphecidae) из рода Prionyx. Включён в Красную книгу Узбекистана.

## Описание
Северная Африка, Западная Азия, Средняя Азия (Узбекистан) и Казахстан.
Населяет песчаные участки пустыни (Кызылкум и другие). Охотятся на саранчовых (Acridoidea), которых после парализации перетаскивают в норку, где откладывают яйцо. Имаго посещают растения из семейства сложноцветные. Лёт отмечен с июня по август. Вид был впервые описан в 1869 году немецким энтомологом Эрнстом Людвигом Ташенбергом (Ernst Ludwig Taschenberg; 1818—1898). Численность повсеместно низкая. Встречается единичными особями. Численность сокращается из-за хозяйственного освоения человеком целинных земель в пустынной зоне.